# Aleksander Jagiellończyk
Alexander I Jagiellon (tiếng Ba Lan: Aleksander Jagiellończyk; tiếng Litva: Aleksandras Jogailaitis) (sinh ngày 5 tháng 8 năm 1461 tại Krakow, mất ngày 19 tháng 8 năm 1506 tại Vilnius) là con trai thứ tư của Casimir IV Jagiellon và Elizabeth xứ Áo, từ năm 1492 Công tước của Litva, từ năm 1501 là Vua Ba Lan.

## Đại vương công Lietuva

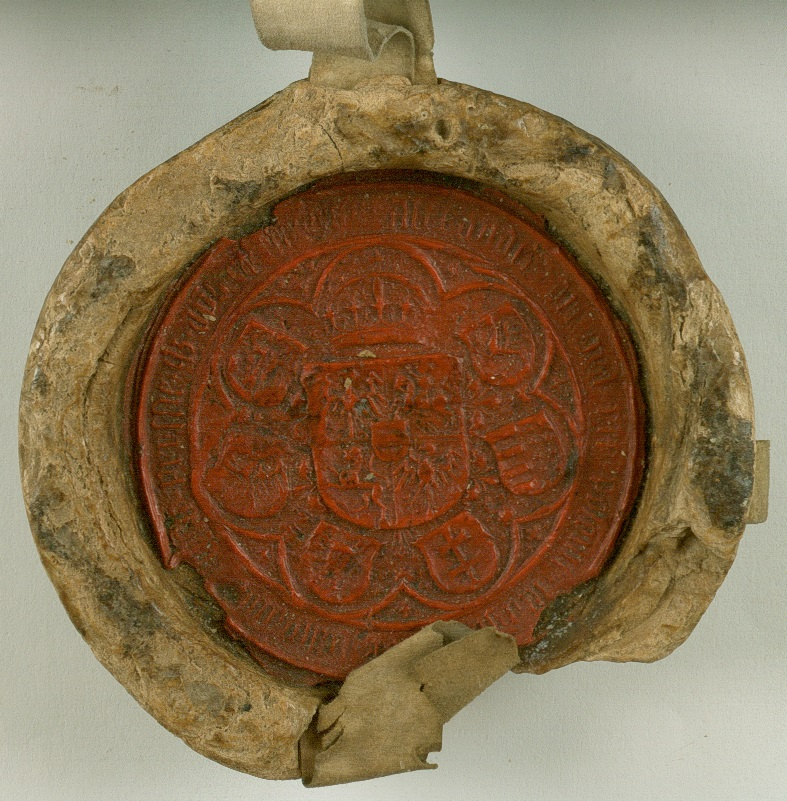
Con dấu của Alexander, 1504

Alexander là con thứ tư của vua Casimir với hoàng hậu Elizabeth xứ Áo. Năm 1492, Casimir IV Jagiellon qua đời và anh trai là Jan I Olbracht được cử làm vua Ba Lan, anh cả Wladyslaw được phong làm vua Hungaria và Séc - hiệu Vladislav II của Bohemia; riêng Alexander được phong là Đại vương công Lietuva.
Alexander là người duy nhất và cuối cùng biết tiếng Litva. Tận dụng sự giúp đỡ của các cố vấn triều đình Litva uyên thâm, Alexander giữ cho đại công quốc độc lập trong chính sách đối ngoại. Vốn là người hiền lành, Alexander không tranh giành ngôi vua Ba Lan với anh trai Jan I Olbracht. Năm 1492 - 1494, ông đánh nhau với quân của đại công Ivan III của Nga nhưng bị thất bại, bị mất Wiaźmy và một phần đất công quốc Wierchow. Để hòa hoãn với Ivan III, Alexander xin cưới công nương Helena. Đến năm 1500, quân đội Ruthenian chiếm đóng một phần của Zadnieprza và đe dọa Smoleńsk, bắt đầu cuộc chiến tranh Litva-Moskva (1500 - 1503). Tháng 3/1501, ông lập liên minh với đại thống lĩnh Hiệp sĩ Teutons là Wolter von Plettenberg (1494 - 1525) để chống Moskva. Sau cái chết của Jan Olbracht, vào ngày 3 tháng 10 năm 1501, ông được bầu làm người kế nhiệm bởi hội đồng quý tộc ở Piotrków. Được giám mục Boryszewski thông báo sẽ kế ngôi, ông khẩn trương đi từ Litva đến Krakow cho vương miện Ba Lan, hy vọng nhận dược sự ủng hộ của quý tộc Ba Lan trong cuộc chiến tranh với Moskva.

## Vua Ba Lan

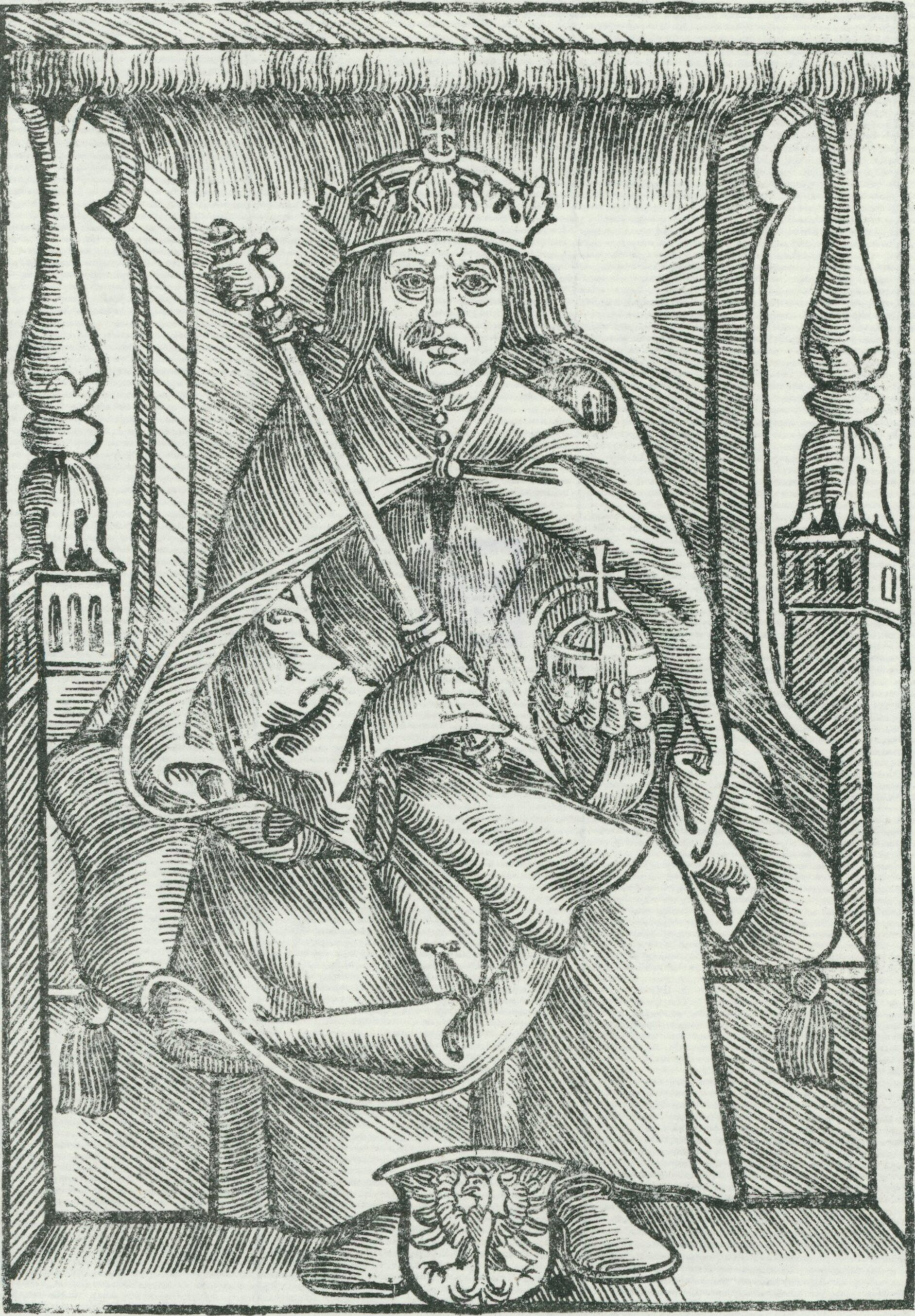
Hình chạm khắc của Alexander vào năm 1521

Vào ngày 12 tháng 12 năm 1501, tại Nhà thờ Wawel, ông được trao vương miện quốc vương Ba Lan bởi em trai út là Hồng y Fryderyk Jagiellon với sự hiện diện của những người khác, trong đó có mẹ ông là Elizabeth xứ Áo. Vợ ông là Helena không được phong là hoàng hậu vì bà tuyên xưng theo Chính thống giáo. Alexander nhận vương miện khi chấp nhận hai việc sau: từ bỏ quyền thừa kế của mình sang Litva và thắt chặt liên minh Ba Lan-Litva, vua phải giao quyền lực thực tế cho Nghị viện.
Tuy nhiên, các quý tộc đã ngăn chặn sự cai trị của ông trùm Sobiepań bằng cách truyền đạo luật của Sejm ở Radom năm 1504, cấm việc sáp nhập các cơ quan quyền lực vào tay một người và hạn chế việc phân phối tài sản hoàng gia. Sejm cũng thành lập tổ chức và quy định các năng lực của các cơ quan nhà nước cao nhất. Việc chi tiêu không hợp lý số tiền trong kho bạc dẫn đến sự tàn phá của nó, điều này khiến cho việc chống lại cuộc xâm lược của Tatar và Wallachia là không thể.

### Chính sách đối ngoại
Ít lâu sau, Alexander ngày càng thất vọng với Nghị viện và quý tộc khi Nghị viện tước bỏ quyền mua bán bạc hà (một món hàng có lợi nhuận của hoàng gia), tước đoạt phần lớn quyền lực của quốc vương - nhất là quyền được mở rộng quốc gia. Do thiếu tiền nên Alexander không thể tổ chức quân đội chống lại các âm mưu xâm lược của bên ngoài - nhất là người Tatars và công quốc Moskva.

#### Chiến tranh Ba Lan - Moskva (1500 - 1503)
Bí thế vì không được Nghị viện cấp tiền cho cuộc chiến, Alexander nhẫn nhục tiếp tục duy trì cuộc chiến tranh Ba Lan - Moskva (1500 - 1503) mà anh trai để lại. Khởi đầu từ tháng 3/1500, cuộc chiến diễn ra theo chiều hướng thuận lợi cho công quốc Moskva khi liên quân Moskva - Tatars tiến đánh và chiếm đóng Bryansk, Smolensk và nhiều thành phố ở phía bắc vương quốc. Đến tháng 1/1501, một thông điệp hòa giải Ba Lan-Séc-Hungary phổ biến đã được gửi đến Moskva, nhưng không được đại công Nga thông qua vì ông này (Ivan III của Nga) muốn mở rộng chiến tranh xâm lược. Tháng 3/1501, vua anh Jan I vội vã lập liên minh với quân Hiệp sĩ Teuton và liên minh này nhanh chóng đánh bại quân Nga ở trận Izborsk. Nhưng do bận rộn với việc kế vị ngôi vua Ba Lan, vua Alexander đã cho quân đội lơ là việc phòng thủ, làm cho đại công Ivan III bất ngờ đem quân tấn công và vây thành phố Mscisław. hetman vĩ đại, Stanisław Kieżgajło, đã thành công trong việc giải cứu thành công thành phố này.
Các cuộc đàm phán hòa bình tiếp tục suốt thời gian bên cạnh các hoạt động vũ trang. Ngày 28/3/1503, hai bên ký kết một thỏa thuận ngừng bắn kéo dài 6 năm. Theo thỏa thuận này, Ba Lan-Litva mất tới 1/3 lãnh thổ cho người Nga.

### Nihil novi
Vào năm 1505, Nghị viện họp ở Radom đã thông qua hiến pháp về quyền của Nihil novi, trong đó quy định: nhà vua không thể quyết định mọi việc (quan trọng) nếu không có sự đồng ý của các đại biểu quý tộc và Nghị viện. Cái gọi là " Điều lệ của Łaski " được viết bởi Tể tướng Jan Łaski, người tập hợp mọi ý kiến của quý tộc và nhà thờ, thành phố để soạn ra.

## Đời tư
Mặc dù Alexander cưới một công nương của Moskva nhằm tránh bớt tình trạng chiến tranh với đại công Nga, nhưng quan hệ giữa hoàng hậu Helena với Thái hậu là Elizabeth không được tốt; vì hoàng hậu Helena muốn giữ tôn giáo của quê hương.

## Cuối đời
Cuối triều đại của mình, nhà vua luôn lo lắng cho đất nước vì biên giới phía đông luôn bị quân của Hiệp sĩ Teutons và Tatars đe dọa. Tháng 8/1506, quân Tatars xâm nhập vào Lida, nhưng đến ngày 5 tháng 8 năm 1506 tại Kleck, họ bị người Litva đánh bại.
Alexander mất ngày 19 tháng 8 năm 1506 mà không có con hợp pháp sống sót ở tuổi 45 ở Vilnius, ông được chôn cất tại nhà thờ Vilnius. Sau khi ông băng hà, người em trai út còn sống là Sigismund lên kế vị, hiệu Zygmunt I của Ba Lan